# John Emile Clavering Hankin
St. John Emile Clavering Hankin (Southampton, 25 settembre 1869 – Southampton, 15 giugno 1909) è stato un drammaturgo e saggista inglese.

## Biografia
Durante la giovinezza di Hankin, suo padre subì un esaurimento nervoso e restò invalido.
Il percorso di studi di Hankin consistette, in un primo tempo, nella frequentazione delle scuole locali e poi a Oxford del Malvern College e quindi del Merton College.
Dopo aver ottenuto la laurea nel 1890, svolse dapprima la professione di giornalista a Londra per conto del Saturday Review,  e successivamente, dopo il suo trasferimento a Calcutta  nel 1894, collaborò come cronista con l'India Daily News; tornò in Inghilterra l'anno seguente  dopo aver contratto la malaria.
Una volta ristabilitosi dalla malattia, Hankin divenne un critico teatrale per The Times.
In quegli anni si avvicinò alla letteratura, realizzando una serie di sequel comiche di famose opere teatrali, tra cui la Casa di bambola di Ibsen, raccolte e pubblicate nei libri Mr. Punch's Dramatic Sequels (1901) e Lost Masterpieces (1904).
L'ammirazione di Hankin per il lavoro di George Bernard Shaw lo spinse  ad avvicinarsi alla drammaturgia e a diventare membro della società teatrale Stage Society e del Royal Court Theatre, che allestivano recite sperimentali ed innovative.
Dato il periodo storico e artistico in cui iniziò la carriera letteraria e teatrale, Hankin si può ritenere uno dei più significativi esponenti della corrente drammaturgica europea, ribattezzata in Gran Bretagna con il nome di New Drama eduardiano, che ebbe come promotore Ibsen, Shaw, Galsworthy e Pinero.
Il primo lavoro di Hankin fu The Two Mr. Wetherbys, che produsse per Stage Society nel 1903, seguito da The Return of the Prodigal (Court Theatre, 1905), The Charity that Began at Home (Court Theatre, 1906), The Cassilis Engagement (Stage Society, 1907) e The Last of the De Mullins (Stage Society, 1908). Hankin scrisse anche due opere in un atto unico, intitolate The Burglar Who Failed, messinscena nel 1908 e The Constant Lover, allestito postumo nel  febbraio del 1912.
La tematica principale esposta nelle sue opere scaturì da una accurata analisi della realtà del suo tempo, indagata con sottile e profondo spirito critico e disincantato. Le opere di Hankin furono incentrate da quella che venne denominata 'estetica della negatività', in base alla quale non terminavano mai con il classico 'lieto fine', ma con la dissoluzione delle famiglie dei protagonisti, così come delle loro relazioni sentimentali ed affettive. Molti critici videro in Hankin il successore di Oscar Wilde.
Tra le sue opere più riuscite e di maggior successo, si annoverò Il ritorno del figliol prodigo (1905), definibile 'commedia a lieto fine', nella quale focalizzò la sua attenzione, talvolta sarcastica, sugli usi, costumi, etica, morale del 'bel mondo' anglosassone.
Hankin redasse una serie di saggi dal 1906 al 1908, attraverso i quali mosse le sue critiche al sistema teatrale a lui contemporaneo.
Nonostante il grande successo riscosso durante la sua carriera, dal 1907 Hankin soffrì di crescenti problemi di salute fisici e psicologici (depressione), e venne sempre più tormentato dal timore di subire la stessa sorte di suo padre. Il 15 giugno del 1909  Hankin legò due manubri di sette chili intorno al collo e annegò nel fiume River Ithon. Lasciò alla moglie una lettera esprimendo la paura di divenire invalido, terminandola con la frase: «Ho trovato una bella piscina in un fiume e in fondo spero di trovare riposo».
Fino al 1990 le sue opere sono state ampiamente dimenticate e trascurate sia dalla critica sia dal pubblico.

## Opere

### Commedie
- The Two Mr Wetherbys, 1903.
- The Return of the Prodigal, 1905.
- The Charity that Began at Home, 1906.
- The Cassilis Engagement, 1907.
- The Last of the De Mullins, 1908.
- The Burglar Who Failed, 1908.
- The Three Daughters of M. Dupont, (traduzione della commedia di Eugene Brieux), 1911.
- The Constant Lover, 1912.
- Thompson, (postumo completato da George Calderon, 1913)
- A Pleasant Evening, 2005.

### Libri
- Mr Punch's Dramatic Sequels, 1901.
- Lost Masterpieces, 1904.
- Three Plays with Happy Endings, 1907, (The Return of the Prodigal, The Charity that Began at Home e The Cassilis Engagement).

### Saggi
- The Censorship of Plays, Academy 74 (29 febbraio 1908): 514-515.
- Puritanism and the English Stage, Fortnightly Review 86 (1 dicembre 1906): 1055-1064.
- How to Run an Art Theatre for London, Fortnightly Review 88 (1 novembre 1907): 814-818.
- The Need for an Endowed Theatre in London, Fortnightly Review (1 dicembre 1908): 1038-1047.